# Lammert Huizing (verzetsdeelnemer)
Lammert Huizing (Sellingerbeetse, 27 januari 1916 - Neuengamme, 25 november 1944) was een Nederlandse verzetsdeelnemer tijdens de Tweede Wereldoorlog.

## Gebeurtenissen tijdens de Tweede Wereldoorlog
Lammert Huizing was landbouwer in Sellingerbeetse. Op 11 oktober 1942 kregen hij en zijn vrouw Grietje Huizing-Haveman het verzoek een Joods gezin onderdak te bieden als onderduikers. Zij besloten aan dat verzoek gevolg te geven. De Joodse familie Sachs bestond uit vader Jacques Sachs, moeder Jeannette Sachs-Frank, en drie dochters, Emma, Henriëtte en Sophie. 
Op zoek naar Dirk de Ruiter die Tunnis Buursma had doodgeschoten, ontdekken landwachters op 17 juni 1944 het gezin Sachs. Via Kamp Westerbork werden zij overgebracht naar het concentratiekamp Auschwitz. Van het Joodse gezin keerde alleen dochter Henriëtte Sachs uit Birkenau en later Libau terug.
Lammert Huizing werd gearresteerd. Op Dolle Dinsdag (5 september 1944) werd hij vanuit Kamp Vught weggevoerd naar Duitsland richting Berlijn naar het concentratiekamp Oranienburg en op 16 oktober 1944 naar het concentratiekamp Neuengamme (bij Hamburg). Hier werd Lammert Huizing op 25 november 1944 op 28-jarige leeftijd om het leven gebracht.

## Gedenktekens
In december 2008 werd een gedenkteken ter nagedachtenis aan Lammert Huizing onthuld te Sellingen tegenover de Ds. W. Reindersweg. De tekst op het gedenkteken komt in grote lijnen overeen met de hierboven beschreven levensloop, maar zie het tweedelige artikel van Bert Jan Hartman (kleinzoon Lammert Huizing), "Het verhaal van een boer uit Sellingen in de oorlog", Terra Westerwolda 2018.

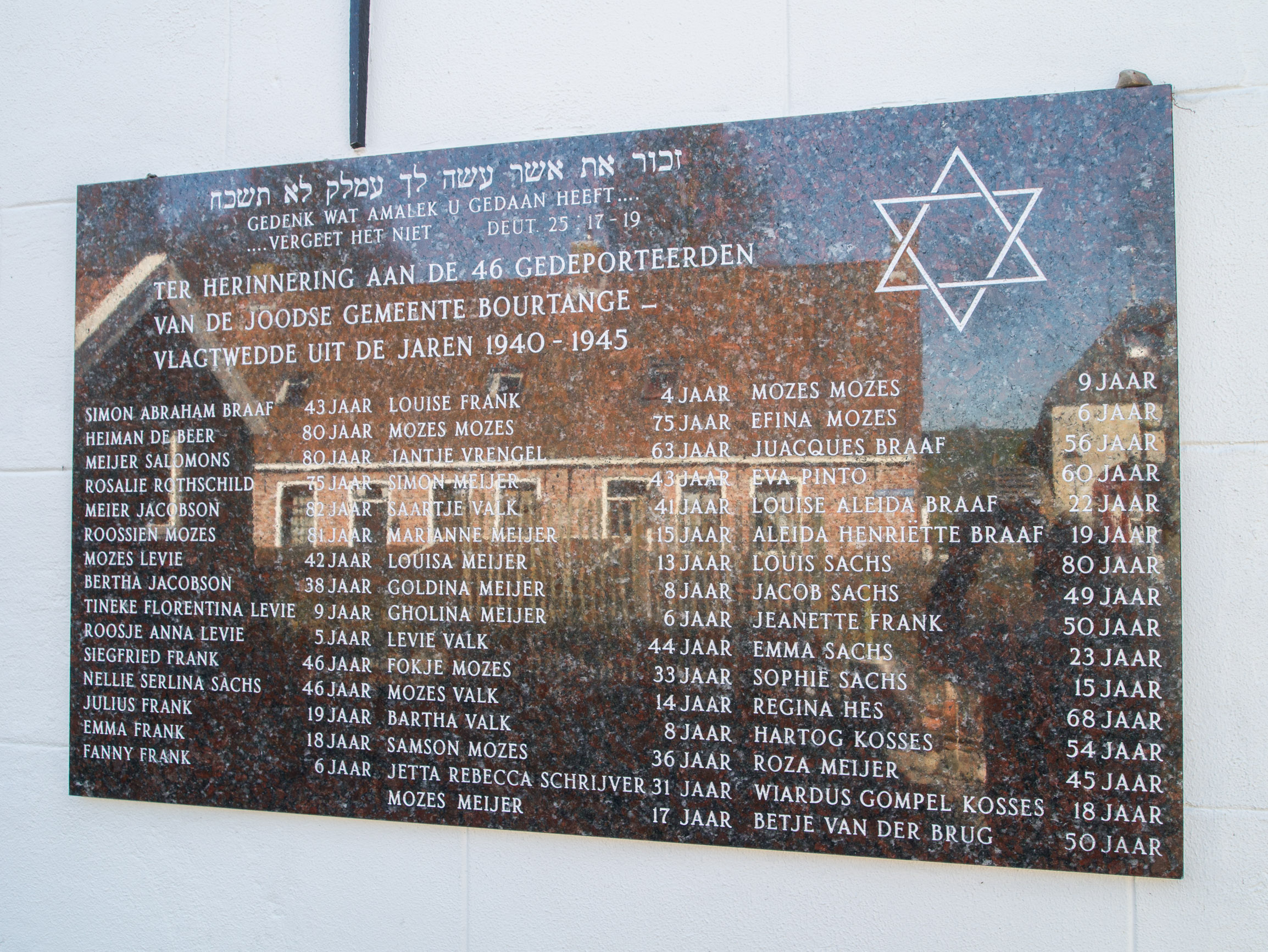
'Joods Monument' op de zijgevel van het Joods Synagogaal Museum in Bourtange

Bij de ingebruikname van de Synagoge van Bourtange als Joods Synagogaal Museum werd mede door Henriëtte van Bekkum-Sachs een plaquette onthuld met daarop de namen van 46 Joodse inwoners die de oorlog niet overleefden. Onder deze namen bevinden zich ook die van de omgekomen leden van de families Sachs en Frank.

## Onderscheiding
In 1980 verkregen Huizing en zijn vrouw Grietje de eretitel Rechtvaardige onder de Volkeren voor hun hulp aan Joden.